# Miguel Ángel Martínez Torres
Miguel Ángel Martínez Torres (Colomera, Granada, 28 de junio de 1967) fue un ciclista español, profesional entre 1988 y 1994, cuyo mayor éxito deportivo lo logró en la Vuelta a Andalucía al obtener la victoria absoluta en la edición de 1992.

## Palmarés
| 1988 - Memorial Manuel Galera 1990 - Clásica de Ordizia | 1992 - Vuelta a Andalucía 1993 - G.P. Llodio |

## Equipos
- Seur (1988-1989)
- ONCE (1990-1994)